# Replosivierung
Mit Replosivierung bezeichnet man in der historischen Sprachwissenschaft ein Phänomen des Lautwandels. Es besteht darin, dass Verschlusslaute ihre Plosivqualität wieder erlangen, nachdem sie sie zuvor lautgesetzlich verloren hatten.

## Beispiele
Zahlreiche Beispiele liefert etwa die Lenisspaltung (vgl. hierzu Lenis), wie sie z. B. von Karl Luick und seinem Schüler Hans Pinsker beschrieben wurde: Eine indogermanische Media aspirata (ein behauchter stimmhafter Verschlusslaut, i. e. -bh-, -dh-, -gh-) verliert im Rahmen der germanischen Lautverschiebung in der Regel ihre Behauchung und wird zur Media (zum stimmhaften Verschlusslaut). Nun finden sich zahlreiche Beispiele, die dort, wo eine Media zu erwarten wäre, einen stimmhaften Reibelaut (Spirans) tragen.
Dies erklärt sich durch den Einfluss der lautlichen Umgebung; Pinsker nimmt – vereinfacht formuliert – an, dass Mediae aspiratae, die nach Vokalen oder Liquida – von ihm Zerreibstellen genannt – standen, zu stimmhaften Reibelauten verschliffen wurden, während sie in anderweitiger Lautumgebung – den Hemmstellen – wie oben beschrieben zu Mediae wurden.
Die Voraussetzung für Replosivierung erfüllen also alle diese aus ursprünglichen Mediae aspiratae stammenden Reibelaute. Im Anschluss an die Lenisspaltung findet z. B. im Westgermanischen die Replosivierung auch in Zerreibstellen statt.